# American Dad!
American Dad! (American Dad: Un agente de familia en Hispanoamérica y Padre made in USA en España) es una serie de televisión de comedia animada creada por Seth MacFarlane, Mike Barker y Matt Weitzman para la cadena Fox. La serie se estrenó el 6 de febrero de 2005, tras el Super Bowl XXXIX, y el resto de la primera temporada se emitió tres meses después, a partir del 1 de mayo de 2005.
A partir del 20 de octubre de 2014, TBS adquirió la serie para la duodécima temporada tras la emisión de los tres episodios finales por Fox como la undécima temporada. La vigesimoprimera temporada se estrenó el 28 de octubre de 2024.
El 21 de marzo de 2025, se anunció que TBS se había negado a ordenar nuevos episodios después del final de la vigesimoprimera temporada, cuya emisión estaba prevista para el 24 de marzo de 2025. Más tarde, ese mismo día, se anunció que las negociaciones contractuales estaban en marcha, y que un acuerdo que vería el regreso de la serie a Fox para la vigesimosegunda temporada, después de haber dejado la cadena en septiembre de 2014, estaba casi finalizado. El 2 de abril de 2025, se confirmó que la serie regresaría a Fox con un pedido de cuatro temporadas más.

## Argumento
Trata básicamente de la historia de Stan Smith; un agente del gobierno, padre de familia republicano, conservador y patriótico que trabaja en la CIA. En un sitcom muy radicalista y multidinámico basado en los hechos de la misma familia completada por su hijo Steve, típico nerd de 14 años; su hija demócrata y hippie Hayley, de 18 años; su mujer, Francine, quien es ingenua y muy dedicada; un extraterrestre, alcohólico con sobrepeso llamado Roger; y un pez con el cerebro de un esquiador olímpico alemán llamado originalmente Maurice, pero ahora conocido como Klaus Heisler.

## Producción
En sus inicios, American Dad! obtuvo buenos índices de audiencia, pero tuvo que luchar duro para conseguir la aceptación y aprobación de los espectadores y la crítica. La popularidad de Seth MacFarlane y su participación en Padre de familia habían llevado a conclusiones precipitadas y a prejuicios contra American Dad! por considerarla una copia de su predecesora y algunos críticos ya habían tachado a American Dad!  antes de su nacimiento como nada más que una pálida imitación de Padre de familia y los intentos de MacFarlane de volver a emitir su antiguo programa. Un ejemplo, antes del debut de la serie American Dad!, un redactor de The Washington Post publicó un artículo que decía "Pero esos mismos ejecutivos también le han dado a MacFarlane toda una nueva media hora animada con la que jugar en la decepcionante American Dad!". La nueva serie se estrena oficialmente en mayo, pero mañana por la noche se emite un avance en el codiciado horario posterior a la Super Bowl ... El aspecto y el ritmo de American Dad! es el mismo que el de Padre de Familia.
Sin embargo, los inicios del programa se inspiran en la serie de televisión All in the Family, casi una versión animada de la sitcom de acción real. Ambas series hacen uso de la sátira política, el fanatismo, expresiones ridículas de conservadurismo por parte del personaje paterno principal (Stan, comparado con Archie Bunker) y expresiones igualmente ridículas de liberalismo por parte de la hija (Hayley, comparada con Gloria Stivic). Además, las hijas de ambas series tienen un novio hippie liberal convertido en marido (Jeff, comparado con Michael Stivic) con el que el padre conservador de la hija se muestra antagónico. También en ambas, la hija vive en casa de sus padres con su novio convertido en marido como compañero de piso. Se dice incluso que American Dad! en su forma original se inspiró en All in the Family.
Sobre el desarrollo de los guiones de los episodios de American Dad!, el cocreador Mike Barker reveló que él y el resto del equipo de la serie nunca saben cuándo y de dónde surgirán las ideas para la trama. En febrero de 2005, Barker declaró que, como directores creativos, todas las decisiones sobre la línea argumental y la dirección de la serie pasan por él y por Weitzman. Explicó que el programa había reflejado su punto de vista desde el principio. Barker también ha reconocido el mérito del resto del personal del programa, además de él mismo, Weitzman y MacFarlane, comentando: «No podríamos haberlo hecho posible sin ellos». En su momento, se señaló que la serie contaba con una plantilla de 17 guionistas, lo que se describió como «una gran empresa».

## Personajes

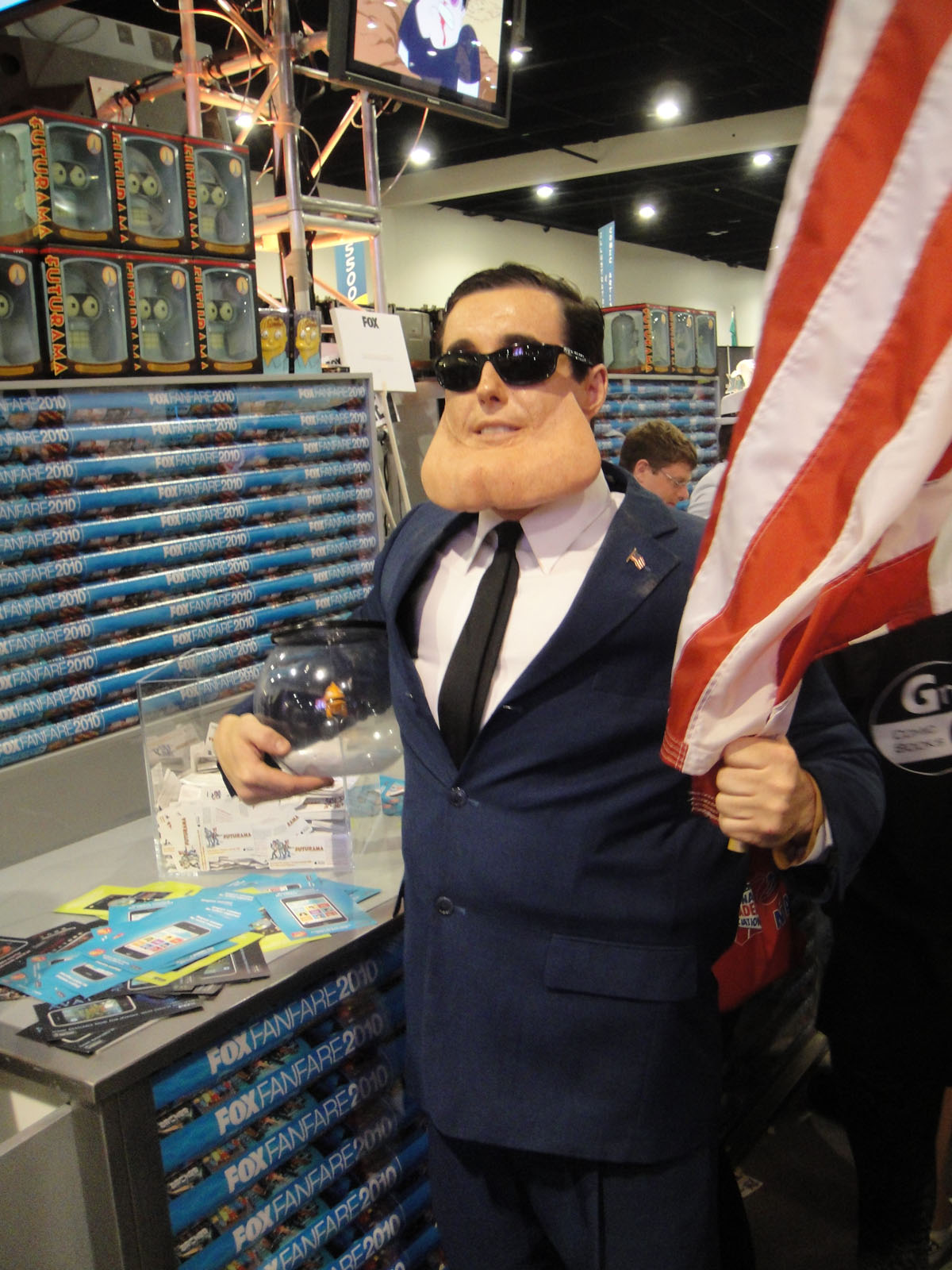
Cosplay de Stan Smith

### Personajes principales
- Stanford "Stan" Smith (voz de Seth MacFarlane) es el protagonista de la serie, trabaja en la CIA. Tiene 47 años. Egocéntrico y protector, está obsesionado por encontrar terroristas que pongan en peligro la seguridad del país, llegando a desconfiar hasta de sus vecinos y amigos. Hará cualquier cosa para proteger a su familia, su dignidad como padre y a su país. No solo es patriota, sino también xenófobo, racista, conservador, intolerante, cristiano y anteriormente homófobo, ya que acepta a los homosexuales cuando descubre que no es opcional serlo, como sí lo es ser demócrata. Tiene una gran admiración hacia el expresidente Republicano Ronald Reagan. Estereotipo del estadounidense defensor de la patria, seguidor del sistema y cuyo valor más importante para él es la popularidad y la posición social y política. Su altura es de 1.88 m (6'2").
- Francine Smith (antes Ling, voz de Wendy Schaal) es la esposa de Stan. Tiene 45 años. En su juventud fue liberal y alternativa e incluso tiene una vida pasada relacionada con drogas y promiscuidad. Más sensata y liberal que su marido, da clases de religión y es una cristiana devota. Conoció a Stan y se enamoró de él por casualidad haciendo autostop. Es el estereotipo de la mujer que abandona su anterior vida progresista, liberal y activista para convertirse en una supuesta mujer cristiana y "madurar" como persona, y así cuidar de sus hijos y familia.
- Hayley Smith (voz de Rachael MacFarlane) es la hija en edad universitaria (19 años). Muy liberal, es demócrata y odia los ideales conservadores de su familia, siendo ella de izquierda. A pesar de ser atea, protege a su familia (y sobre todo a su madre) de pensamientos ateos, ya que eso los podría volver locos.
- Steve Smith (voz de Scott Grimes) es el hijo varón y el menor de los Smith (15 años al comienzo de la serie). Va al colegio, donde se relaciona con otros niños. Típico nerd, pasa mucho tiempo con sus amigos jugando juegos de rol. Su objetivo en la vida es tratar de conseguir una novia y hará cualquier cosa para ello, aunque no tiene mucha suerte. Su padre intenta constantemente transformarlo en lo que él considera el prototipo del joven estadounidense (jugador de fútbol americano, de béisbol, boy scout, cowboy), fracasando en todos sus intentos, aunque coincide con él en sus ideales políticos, ya que lo ha transformado en un adolescente republicano y conservador. Steve considera a Roger como su mejor amigo y suelen vivir numerosas aventuras y peripecias juntos (a pesar de que en varias oportunidades Roger lo maltrata o lo usa para su propio beneficio).
- Roger Smith (voz de Seth MacFarlane) es un extraterrestre de 1000 años que encontró Stan en el Área 51, aunque ya entonces llevaba años en la Tierra tras haberse estrellado con su nave en Roswell. Le gusta beber alcohol, fumar y comer comida basura, además es un bisexual activo que se disfraza de diferentes personajes y varían los sexos. Su fisiología es distinta a la de los humanos: carece de estructura ósea y es ignífugo además de flotar en el agua. Cada siete horas lanza por sus branquias una especie de excremento verde. En época de celo segrega un líquido blanco de sus mamas. Es de personalidad borde y desagradecida, pero eso es debido a la constitución de su especie, ya que si es amable todo el tiempo podría morir. Se podría decir que su ideología va cambiando dependiendo de los episodios, pero su forma decir que suele tirar al totalitarismo de derechas, a pesar de ser un gran vividor y rechazar totalmente al gobierno e incluso sociedad.
- Klaus Heißler (voz de Dee Bradley Baker) es el pez mascota de la familia Smith de 4 años (edad del pez en cuyo cuerpo está). Era un saltador de esquí olímpico de la antigua Alemania del Este hasta que la CIA le cambió el cerebro por el de un pez para evitar que ganase la medalla de oro. A Klaus le apasiona Francine, a la que dirige por lo general miradas lujuriosas y obscenidades. Vive en una pecera y allí dentro hace todo, desde comer hasta sus necesidades. Aun viviendo en un cuerpo de pez, tiene la capacidad de hablar y su relación con Stan es un tanto conflictiva. Suele rivalizar con él por el amor y la atención de Francine, pero en varias oportunidades Klaus se ha comportado como la voz de la conciencia de Stan. Además odia que la familia lo ignore por completo, pero a pesar de todo aún lo quieren.
- Jeff Fischer es el novio y más tarde esposo yonqui de Hayley. Antes de su matrimonio tenían una relación intermitente, ya que Hayley constantemente estaba rompiendo con él por ser demasiado dócil, posesivo o meloso (o directamente lo engañaba con otros hombres). Sin embargo, siempre terminaban volviendo a ser pareja. Stan en un principio lo detestaba, pero terminó tomándole bastante aprecio al descubrir que tuvo una infancia muy similar a la suya, ya que el padre de Jeff hizo que él cargara con la culpa de un delito que no cometió. Es una persona apolítica, tirando a un liberalismo absoluto, puesto que no se defiende por nada y no parece molestarle ninguna ideología. Es fácilmente manipulable.

### Familiares de los Smith
- Jack Smith. Padre de Stan, es ladrón de joyas. Tiene 70 años. Su hijo lo admiraba y lo consideraba un agente encubierto hasta que descubrió la verdad. Capítulos posteriores lo han mostrado como un padre ausente y distante durante la infancia de Stan, que constantemente ignoraba o despreciaba a su hijo (incluso ignoraba que Stan era su hijo). Pero después en un capítulo se le vio en la cárcel y prefirió cambiar porque no quería ver que Steve odiara a Stan como Stan lo odia a él. A pesar de eso, el quiere a su hijo y viceversa.
- Betty Smith. Madre de Stan. Cuando su esposo la abandonó, ella y Stan se volvieron estrechamente unidos. Durante treinta y cinco años Stan secuestró y abandonó en una isla desierta a todos los pretendientes y novios que tuvo su madre por temor a que le rompieran el corazón como lo hizo su padre. Finalmente, terminó casándose con un carnicero griego, Hércules.
- Mah Mah y Bah Bah Ling. Son los padres adoptivos de Francine, de origen chino. En gran medida representan los estereotipos que suelen existir en Occidente sobre los orientales.

### La CIA
- Avery Bullock. Director de la CIA y tan paranoico y patriota como Stan. En la versión original, es doblado por Patrick Stewart.
- Jackson, Dick Reynolds y Sanders. Compañeros y amigos de Stan en la CIA.
- Reginald o Regi es un koala que trabaja en la CIA, está enamorado de Hayley Smith. Al igual que Klaus, Reginald es un animal con cerebro humano. Antiguamente era un hombre sin techo hasta que un día vio un anuncio en el que ofrecían comida caliente, sin saber que era parte de un experimento de la CIA, y su cerebro fue implantado en el cuerpo del animal. Utiliza su cuerpo como forma de distraer al enemigo con su apariencia tierna de koala. Se le ve muchas veces en la piscina de los Smith relajándose y se sabe que también está implicado en misiones peligrosas como Stan. También está entrenado en la capoeira, un arte marcial brasilero.
- Duper. El rival de Stan en la CIA.

### Gente del instituto
- Director Brian Lewis. El director del colegio de Steve. Un personaje estrambótico, drogadicto y pervertido.
- Schmuley "Snot" Lonstein. Mejor amigo de Steve, con problemas de acné. Es judío. Lleva un chaleco vaquero de color azul.
- Barry. Amigo obeso de Steve. Aparenta ser un retrasado mental, pero si deja de tomar su medicina se revela como un sociópata en extremo inteligente, manipulador y peligroso.
- Toshi Yoshida. Amigo japonés de Steve, apenas habla inglés/español (que solo lo ha conseguido una vez en toda la serie), aunque puede entender perfectamente el idioma. Por lo general suelen malinterpretar o distorsionar sus comentarios en japonés. Tiene una hermana, Akiko, que a veces traduce lo que dice, la cual parece sentir algún tipo de atracción por Steve.
- Lisa Silver. Animadora y primer amor de Steve, aunque con el avance de las temporadas va perdiendo su interés en ella. Es egocéntrica y representa el estereotipo de la típica "reina" del instituto.
- Debbie Hyman. Una chica gótica y algo obesa. Fue la primera novia de Steve, y Francine la odia porque alejó a Steve de ella. Roger se sentía atraído por ella por su sobrepeso.
- Lindsey Coolidge. Una chica atractiva del instituto, a la que Steve suele intentar impresionar para ligar con ella.
- Akiko Yoshida. La hermana de Toshi, de la que Steve siente atracción. A diferencia de su hermano, ella sabe hablar inglés/español.

### Vecinos del barrio
- Greg Corbins y Terry Bates. Vecinos de Stan y presentadores de noticias del Canal 3. Son gais, y Greg es republicano. Ambos tienen una hija (Liberty "Libby" Belle) cuya madre biológica es Francine, al haberse ofrecido voluntaria como madre de alquiler.
- Bob y Linda Memari. Son los vecinos iraníes de Stan, aunque nacidos en EE. UU. Linda siente una atracción lésbica por Francine, pero ésta no se da cuenta.
- Chuck White: Vecino de los Smith y archi-enemigo de Stan, con el que siempre compite.
- Padre Donovan. El capellán de la iglesia. No suele tomarse muy en serio su misión pastoral. Parece sentirse atraído por Francine.
- Sergei Kruglov: Antiguo agente ruso enemigo de Stan. Ahora vive enfrente de los Smith.
- Buckle: Era un ermitaño, hasta que se casó y se mudó al barrio. No soporta a su esposa Sharri.
- Sharri Rothberg: Esposa de Buckle, a quien no para de criticar. Es judía.
- Al Tuttle: Vecino viudo de los Smith. Tras la muerte de su esposa cayó en una gran depresión, y no paró de engordar, hasta que no pudo moverse. Ahora vive en el garaje de su casa como vista del mundo exterior.

### Otros personajes
- Barbara "Barb" Hanson: Agente inmobiliaria. También era modelo de manos, hasta que le cortaron una de las manos en Guantánamo donde la envió Stan en una ocasión. Ahora tiene un garfio en su lugar.
- Turlington: Es un detective afroamericano de apariencia seria, pero en realidad muy sensible.
- El Capitán Monty: Un hombre con un parche en el ojo, un garfio y una pata de palo, siendo el estereotipo de un pirata. Tiene un programa de entrevistas sobre libros infantiles y también un restaurante.
- Miryam Bullock: Es la esposa de Avery Bullock que estuvo cautiva en Fallujah como rehén hasta que fue liberada por Stan para que Bullock lo dejara en paz. Regresa como terrorista pero al ver al hijo adoptivo de Bullock vuelve a la normalidad. Al saber que Bullock la engañaba le dispara en la rodilla.

### Personajes famosos invitados
- Devon Werkheiser
- James Woods
- George W. Bush
- James Hetfield
- Hilary Duff
- Karl Rove
- Whitney Houston
- Koji Kabuto
- Dick Cheney
- My Morning Jacket
- Paris Hilton
- Nicole Richie
- Marilyn Manson
- George Clooney
- Angelina Jolie
- Michael Moore
- Jay Leno
- Tupac Shakur
- Bert y Ernie
- Johnny Depp
- Alan Greenspan
- Adrien Brody
- Halle Berry
- Carmen Electra
- Matt Damon
- Ricky Martin
- Lucy Liu
- Ronald Reagan
- Oliver North
- Biggie Smalls
- Bryan Cranston
- Mila Kunis
- Rupert Grint
- Patti LaBelle
- Kim Kardashian
- Barack Obama
- The Weeknd

## Episodios
| Temporada | Temporada | Episodios | Episodios | Emisión original         | Emisión original         | Emisión original |
| Temporada | Temporada | Episodios | Episodios | Primera emisión          | Última emisión           | Cadena           |
| --------- | --------- | --------- | --------- | ------------------------ | ------------------------ | ---------------- |
|           | 1         | 7         | 7         | 6 de febrero de 2005     | 19 de junio de 2005      | Fox              |
|           | 2         | 16        | 16        | 11 de septiembre de 2005 | 14 de mayo de 2006       | Fox              |
|           | 3         | 19        | 19        | 10 de septiembre de 2006 | 20 de mayo de 2007       | Fox              |
|           | 4         | 16        | 16        | 30 de septiembre de 2007 | 18 de mayo de 2008       | Fox              |
|           | 5         | 20        | 20        | 28 de septiembre de 2008 | 17 de mayo de 2009       | Fox              |
|           | 6         | 18        | 18        | 27 de septiembre de 2009 | 16 de mayo de 2010       | Fox              |
|           | 7         | 19        | 19        | 3 de octubre de 2010     | 22 de mayo de 2011       | Fox              |
|           | 8         | 18        | 18        | 25 de septiembre de 2011 | 13 de mayo de 2012       | Fox              |
|           | 9         | 19        | 19        | 30 de septiembre de 2012 | 12 de mayo de 2013       | Fox              |
|           | 10        | 20        | 20        | 29 de septiembre de 2013 | 18 de mayo de 2014       | Fox              |
|           | 11        | 3         | 3         | 14 de septiembre de 2014 | 21 de septiembre de 2014 | Fox              |
|           | 12        | 15        | 15        | 20 de octubre de 2014    | 1 de junio de 2015       | TBS              |
|           | 13        | 22        | 22        | 25 de enero de 2016      | 27 de septiembre de 2016 | TBS              |
|           | 14        | 22        | 22        | 7 de noviembre de 2016   | 11 de septiembre de 2017 | TBS              |
|           | 15        | 22        | 22        | 25 de diciembre de 2017  | 8 de abril de 2019       | TBS              |
|           | 16        | 22        | 22        | 15 de abril de 2019      | 27 de abril de 2020      | TBS              |
|           | 17        | 22        | 22        | 13 de abril de 2020      | 21 de diciembre de 2020  | TBS              |
|           | 18        | 22        | 22        | 19 de abril de 2021      | 25 de octubre de 2021    | TBS              |
|           | 19        | 22        | 22        | 24 de enero de 2022      | 19 de diciembre de 2022  | TBS              |
|           | 20        | 22        | 22        | 27 de marzo de 2023      | 18 de diciembre de 2023  | TBS              |
|           | 21        | 22        | 22        | 28 de octubre de 2024    | 24 de marzo de 2025      | TBS              |

## Edición en DVD
Volumen 1
Set de 3 discos con 13 capítulos: Piloto, Niveles de amenaza, Stan sabe más, Los Recuerdos de Francine, Roger es una anciana, Inseguridad Nacional, Stan en la iglesia, Bullock y Stan, Un Smith en la mano, Toso sobre Steve, Herencia falsa, Stan en Arabia parte 1, Stan en Arabia parte 2.
Volumen 2
Set de 3 discos con 19 capítulos: Stannie toma tu arma, Viaje al estrellato, Amas de casa particularmente no desesperadas, Negocio Duro, Finanzas con lobos, Es bueno ser la Reina, Roger y yo, Manos que ayudan, Como amigos los de Steve, restos de clooney, campamento de refugiados, Especial de padre americano después de clases, Fracaso no es una fábrica, Amantes de Lincoln, Calabozos y Camionetas, Bebes congelados congelados, De Hielo y hombres, Sin que concierna a Steve, La Mejor Historia de Navidad Jamás Contada.
Volumen 3
Set de 3 discos con 18 capítulos: Bush viene a cenar, Fábrica de ositos, A.T. el abusador terrestre, Misterio negro, Un apocalipsis para recordar, Cuatro palabritas, Cuando Stan ama a una mujer, Problemas Vecinales, Los 7 Magníficos, Custodia compartida, Vacaciones en el tanque, El Guardián de los parquímetros, Droga y fe, Masacre en el barrio Langley, Haylias, Virgen a los 42, Los Nuevos Padres, Educando a Roger.
Volumen 4
Set de 3 discos que contiene 14 capítulos: Lacrimógeno, Complejo de Edipo, El Hacedor de Viudas, El Cielo de Octubre rojo, Un Extraterrestre en la Oficina, Leyendas Urbanas 2, Rompimiento de Primavera, 1600 Velas, El que Logró Huir, Un Mundo Pequeño, Aunque sea plato de segunda mesa, Escape de Pearl Bailey, El Doble de Stan, La Navidad más Adecuada.